# Josef Graf von Soden-Fraunhofen
Josef Maria Anton Ludwig Karl Felix Freiherr von Soden-Fraunhofen, seit 1916 Graf von Soden-Fraunhofen (* 30. Mai 1883 in Neufraunhofen; † 9. März 1972 in Gauting) war ein deutscher Jurist, Diplomat und Politiker sowie von 1923 bis 1933 Kabinettschef des Kronprinzen Rupprecht von Bayern.

## Leben
Josef war der jüngste Sohn des bayerischen Kämmerers und Reichsrates Maximilian von Soden-Fraunhofen und dessen Ehefrau Franziska, geborene Freiin von Aretin (* 1849).
Soden besuchte 1896–1901 die Pagerie und legte sein Abitur am Wilhelmsgymnasium München ab. Anschließend leistete er ab Oktober 1901 seinen Militärdienst als Einjährig-Freiwilliger beim 1. Feldartillerie-Regiment „Prinzregent Luitpold“ der Bayerischen Armee ab und studierte Rechtswissenschaften in München und Grenoble. 1911 trat er für ein kurzes Intermezzo in das bayerische Staatsministerium des Innern ein, dann wurde er Legationssekretär in der bayerischen Gesandtschaft in Berlin. Im Ersten Weltkrieg diente er zunächst als Ordonnanzoffizier bei der 2., dann bei der 1. Infanterie-Brigade. Nach Verwundung und Krankheit wurde er am 25. Oktober 1915 aus dem aktiven Dienst entlassen und der bayerischen Gesandtschaft in Berlin zugeteilt. Hier stieg Soden 1916 zum Hauptmann der Reserve auf und wurde in der Folge fünfmal vom Kriegsdienst zurückgestellt. Am 5. Oktober 1917 ernannte man ihn zum königlichen Kämmerer. Im Januar 1918 begleitete er als Hilfsarbeiter den Grafen Clemens von Podewils-Dürniz zu den Friedensverhandlungen mit Russland und der Ukraine in Brest-Litowsk.
Am 1. Januar 1919 wurde Soden Regierungsassessor im bayerischen Innenministerium. Nach der Ausrufung der Münchner Räterepublik ging er mit der Regierung Hoffmann nach Bamberg, wo er Leiter der Polizeiabteilung wurde. Zurück in München übernahm er die Polizeistelle für Nordbayern, die im Oktober 1921 aufgelöst wurde. Zu diesem Zeitpunkt stand Soden bereits in enger Verbindung mit dem Kronprinzen. Er wurde zunächst politischer Referent des Bundes Bayern und Reich unter Otto Pittinger und 1923 Kabinettschef des Kronprinzen.
In dieser Funktion führte Soden die Korrespondenz des Kronprinzen und bemühte sich um die Restauration der bayerischen Monarchie. Dazu knüpfte er Kontakte unter anderem mit Kardinal Michael von Faulhaber, Oswald Spengler und Ernst Röhm. Er arbeitete an der Konzentration der monarchistischen Bewegung im 1925 gegründeten Dachverband Bayerntreue, der sich allerdings nicht wie erhofft entwickelte.
1929 geriet Soden in eine öffentliche Kontroverse mit Adolf Hitler, der den Kronprinzen Rupprecht und sein Kabinett zwingen wollte, sich für das Volksbegehren gegen den Young-Plan auszusprechen. Während des Nationalsozialismus lebte er zurückgezogen in München und ab 1937 in Gauting. Er meinte, dass dabei Rudolf Heß seine schützende Hand über ihn gehalten habe. Während des Hitlerputsches hatte Graf Soden-Frauenhofen wie die meisten Kabinettsmitglieder der Staatsregierung an der Versammlung im Bürgerbräukeller am 8. November 1923 teilgenommen und war dort neben weiteren prominenten Persönlichkeiten als Geisel genommen und von Heß bewacht worden.
Seine am 6. Mai 1930 in München geschlossene Ehe mit Sophie Freiin Kreß von Kressenstein (* 1890) blieb kinderlos.